# Excirolana mayana
Excirolana mayana là một loài chân đều trong họ Cirolanidae. Loài này được Ives miêu tả khoa học năm 1891.